# Anežka Burgundská (1068)
Anežka Burgundská (nebo Anežka z Maconu; ? – 10. listopadu 1068) byla sňatkem s vévodou Vilémem V. akvitánskou vévodkyní a sňatem s hrabětem Geoffreym II. hraběnkou z Anjou. Během nezletilosti svého syna vládla v letech 1039 až 1044 jako akvitánská regentka. Narodila se jako nejmladší dcera burgundského hraběte Oty Viléma a Ermentrudy z Roucy.

## První manželství
V roce 1019 se Anežka provdala za akvitánského vévodu Viléma V., se kterým měla tři děti: Viléma VII. Akvitánského, Viléma VIII. Akvitánského a Anežku, pozdější císařovnu Svaté říše římské. Vilém zemřel 31. ledna 1030 a zanechal po sobě vdovu se třemi malými dětmi a další tři přeživší potomky z předchozích dvou manželství. Během manželství s Vilémem dala Anežka mnoho darů klášteru Cluny.

## Druhé manželství
Po manželově smrti Anežka ztratila vliv u akvitánského dvora, protože její synové nebyli dědici. Aby mohla znovu získat své postavení a zajistit budoucnost svým dětem, musela se Anežka znovu vdát. A tak se v roce 1032 provdala za Geoffroye II. z Anjou, což byla atraktivní nabídka, protože jeho otcem byl mocný Fulko III. z Anjou.
V roce 1033 vpadli Geoffroyovi vojáci s Anežčinou podporou do Poitou. V březnu byl vévoda Vilém VI. Akvitánský zajat. Propuštěn byl v roce 1036 za velké výkupné a v roce 1038 zemřel v roce 1038 bezdětný. Vévodství pak zdědil další Anežčin nevlastní syn Odo, gaskoňský vévoda. Šel do války proti Anežce, jejímu manželovi a synům. Odo byl zabit v bitvě u Mauzé.

## Regentství
Po Odově smrti se stal akvitánským vévodou Anežčin syn Petr, který přijal jméno Vilém VII. Aigret. Protože byl příliš mladý, spravovala místo něj v letech 1039 až 1044 území jeho matka a dokonce se zdá, že vládla sama bez svého manžela. Později předala moc staršímu synovi a mladšímu Geoffreyovi Guyovi zařídila moc nad Gaskoňskem sňatkem s jeho dědičkou. Anežka se poté připojila k Geoffreymu v Anjou a ačkoli se možná aktivně neúčastnila vlády, určitě na něj měla nějaký vliv.
Anežka a Geoffrey pobývali u císařského dvora v Německu, a tak se mohla její dcera provdat za císaře Jindřicha III. Poté se spojili s císařským párem během cesty do Itálie, kde se účastnili koncilu v Sutri, uvedení papeže papeže a korunovace císaře a císařovny, kterou provedl papež Klement II. Po pouti do Monte Garaño se pár v roce 1047 vrátil do Poitou, ke založil opatství Sainte-Marie-des-Dames. V letech 1047 až 1049 Anežka v Poitou založila také klášter svatého Mikuláše.

## Odloučení od Geoffreyho
V letech 1049 až 1052 se Anežka a Geoffrey odloučili. Důvody jsou různé: nejlogičtější je absence potomků, nicméně koncil v Remeši v roce 1049 odsoudil některá manželství jako krvesmilná a odsoudil je k rozchodu; navíc Geoffrey šel do války proti francouzskému králi (zdá se, že Geoffrey musel přísahat věrnost císaři a přestal být závislý na francouzském králi) a je velmi možné, že král nařídil svému poraženému vazalovi, aby se s manželkou rozvedl. Anežka skutečně svého manžela ovlivňovala, ale pocházela z Burgundska a zachovala si silné vazby se svou vlastí, takže je možné, že rozvod chtěla právě ona.

## Pozdější život
Přesto se Anežka vrátila na dvůr Poitiers svého syna Viléma, na kterého měla velký vliv. Brzy vypukla válka mezi Anjou a Poitou, v níž v roce 1053 zvítězil Geoffrey. To by se pravděpodobně nikdy nestalo, kdyby se Anežka s Geoffreym nerozvedla. V roce 1058 Vilém odešel do další války proti svému bývalému otčímovi hraběti z Anjou, pravděpodobně proto, že Geoffrey dal Anežčino věno své nové manželce Adéle. Vilém byl na pokraji vítězství, když v roce 1058 zemřel na nemoc.
Jeho nástupcem se stal jeho mladší bratr Geoffrey Guy, který přijal dynastické jméno Vilém VIII. Mladý hrabě si byl s Geoffreym blízký, protože byl jedinou otcovskou postavou, kterou znal, a s Anjou se usmířil. Ale po Geoffreyho smrti Vilém neváhal zaútočit na jeho dědice a od roku 1062 převzít kontrolu nad oblastí Saintonge. Anežka byla stále velmi aktivní a neváhala cestovat po celém Poitou, aby se účastnila donací nebo jednoduše viděla svého syna na dvoře v Poitiers. V roce 1062 Anežka se svou dcerou, císařovnou Anežkou, požádala papeže Alexandra II., aby vzal klášter svatého Mikuláše v Poitou pod apoštolskou ochranu. Anežka zemřela 10. listopadu 1068 a byla pohřbena v klášteře svatého Mikuláše v Poitou.